# Ипељ (река)
Ипељ (мађ. Ipoly, слч. Ipeľ) јесте река у Словачкој и Мађарској.

## Ток
Извире у Словачком рудогорју. Дужина реке је 232,5 km, а од тога 140 km чини границу између Словачке и Мађарске. У Мађарску улази код Ипољтарноца, затим после мађарских градова Балашађармата и Ипољшага опет скреће ка југу и чини природну границу Словачке и Мађарске. Пролази кроз жупанију Ноград, затим кроз Бержењ и најзад код Соба у Мађарској улива се у Дунав.
Притоке: 
- Шелмеце (Selmece-patak)
- Локош (Lókos-patak)
- Корпона (Korpona-patak)
- Фекете виз (Fekete-víz)
- Доброда (Dobroda-patak)
- Кеменце (Kemence-patak)

У Мађарској је поред обала Ипоља отворен и национални парк под именом Национални парк Дунав-Ипeљ, који се простире на 2.000 хектара.